# Hanns-Christof Spatz

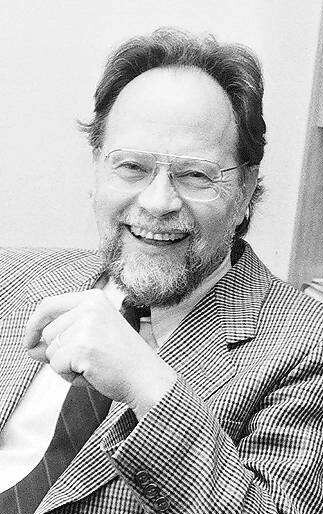
Hanns-Christof Spatz (1991)

Hanns-Christof Spatz (* 17. November 1936 in Potsdam; † 10. August 2017) war ein deutscher Biophysiker und Professor der Fakultät für Biologie der Albert-Ludwigs-Universität Freiburg.

## Leben
Spatz studierte an der Universität Göttingen und wurde 1965 bei Manfred Eigen mit einer Arbeit über das kinetische Verhalten von Protonen und Deuteronen in Eiskristallen promoviert. Danach forschte er von 1965 bis 1968 als Postdoctoral Fellow an der Stanford University sowie an der Yale University. Nach seiner Rückkehr aus den USA bekam er eine Stelle als wissenschaftlicher Mitarbeiter am Max-Planck-Institut für Molekulare Genetik in Berlin, wo er bahnbrechende Erkenntnisse zum Forschungsgebiet der Bakteriengenetik beigetragen hat.
1972 erhielt Spatz einen Ruf an den neu geschaffenen Lehrstuhl für Biophysik am Institut für Biologie III der Universität Freiburg, wo sein Hauptinteresse zunächst der Biophysik und der Neurobiologie galt, hier besonders der Erforschung molekularer Mechanismen des Lernens und des Gedächtnisses.
Spatz war Leiter des Kompetenznetzes Biomimetik am Biologischen Institut der Albert-Ludwigs-Universität, wo er mit Thomas Speck (* 1957) unter anderem die mechanische Stabilität von Pflanzen erforschte, deren Ergebnisse auf besonderes Interesse der Industrie gestoßen ist. So hat die Freiburger Projektgruppe unter anderem entdeckt, wie Gräser, Bambus und Schachtelhalm mit wenig Material einen schlanken Stängel bilden, der dennoch eine hohe Festigkeit aufweist.
Spatz war neben seiner Forschungstätigkeit als Hochschullehrer und Dozent in Fachgremien tätig.  

## Schriften
- mit Wolfgang Laskowski und Wolfgang Pohlit: Biophysik I. Struktur, Energie, Information und Bausteine belebter Systeme. Thieme, Stuttgart 1974, ISBN 3135024016.
- mit Georg Hertting (Hrsg.): Modulation of Synaptic Transmission and Plasticity in Nervous Systems. NATO ASI Series. Springer, Berlin 1988.
- mit Thomas Speck: Plant Biomechanics 2000: Proceedings of the 3rd Plant Biomechanics Conference Freiburg-Badenweiler. Thieme, Stuttgart 2000.
- mit Karl J. Niklas: Plant Physics. University of Chicago Press 2012.